# Aéroport international de Minsk
L'aéroport international de Minsk (code IATA : MSQ • code OACI : UMMS) (en biélorusse : Нацыянальны аэрапорт Мінск, en russe : Национальный аэропорт Минск), parfois appelé Minsk-2, est le principal aéroport de la Biélorussie. Ouvert en 1982, il dessert la capitale du pays, Minsk, distante d’environ 42 km à l'ouest. 
Il est la principale plate-forme de correspondance de la compagnie aérienne nationale biélorusse Belavia et des compagnies aériennes cargo TransAVIAexport Airlines and Genex. 
En 2012, près de deux millions de passagers ont transité par cet aéroport, ce qui représente 40 % de sa capacité.

## Situation
| Minsk-2 Orcha Brest Homiel · Gomel Hrodna · Grodno Mahiliow · Moguilev Zyabrovka Lida Baranavitchy Borovitsy Matchoulichtchi Chtchoutchyn |

## Statistiques
Le graphique qui aurait dû être présenté ici ne peut pas être affiché car il utilise l'ancienne extension Graph, désactivée pour des questions de sécurité. Des indications pour créer un nouveau graphique avec la nouvelle extension Chart sont disponibles ici.

Voir la requête brute et les sources sur Wikidata.

## Compagnies et destinations
| Compagnies            | Destinations |
| --------------------- | --- |
| Aeroflot              | Moscou Chérémétiévo |
| Air China             | Pékin-Capitale |
| Azimuth               | Mineralniye Vody |
| Belavia               | - Almaty - Bakou-H. Aliyev - Batoumi-A. Kartveli - Beyrouth-Rafic Hariri - Belgrade-Nikola-Tesla - Budapest-Ferenc Liszt - Chișinău - Dubaï - Erevan-Zvarnots - Istanbul - Kaliningrad-Khrabrovo - Kazan - Krasnodar-Pashkovsky - Moscou-Domodédovo - Moscou Chérémétiévo - Nijni Novgorod-Strigino - Noursoultan - Oufa - Rostov-sur-le-Don/Platov - Saint-Pétersbourg-Poulkovo - Sotchi-Adler - Tachkent - Tbilissi-C. Roustavéli - Tel Aviv - Ben Gourion - Vilnius - Voronej (en) En saison : - Aktaou - Achgabat - Karaganda-Sary-Arka - Kostanaï - Palanga - Pavlodar En saison charter : - Antalya - Bodrum-Milas - Bourgas - Dalaman - Hurghada - Izmir-A. Menderes - Kavala-Alexandre le Grand - Áraxos - Rimini - Charm el-Cheikh - Tirana-Mère-Teresa - Tivat - Varna |
| Etihad Airways        | Abou Dabi |
| flydubai              | Dubaï |
| Iraqi Airways         | Bagdad |
| Motor Sich Airlines   | Zaporijjia |
| Turkish Airlines      | Istanbul |
| Turkmenistan Airlines | Achgabat |
| Ural Airlines         | Moscou-Domodédovo |
| UTair                 | Moscou-Vnoukovo En saison : Sourgout |
| Uzbekistan Airways    | Tachkent |

Actualisé le 28/06/2021

## Intermodalités

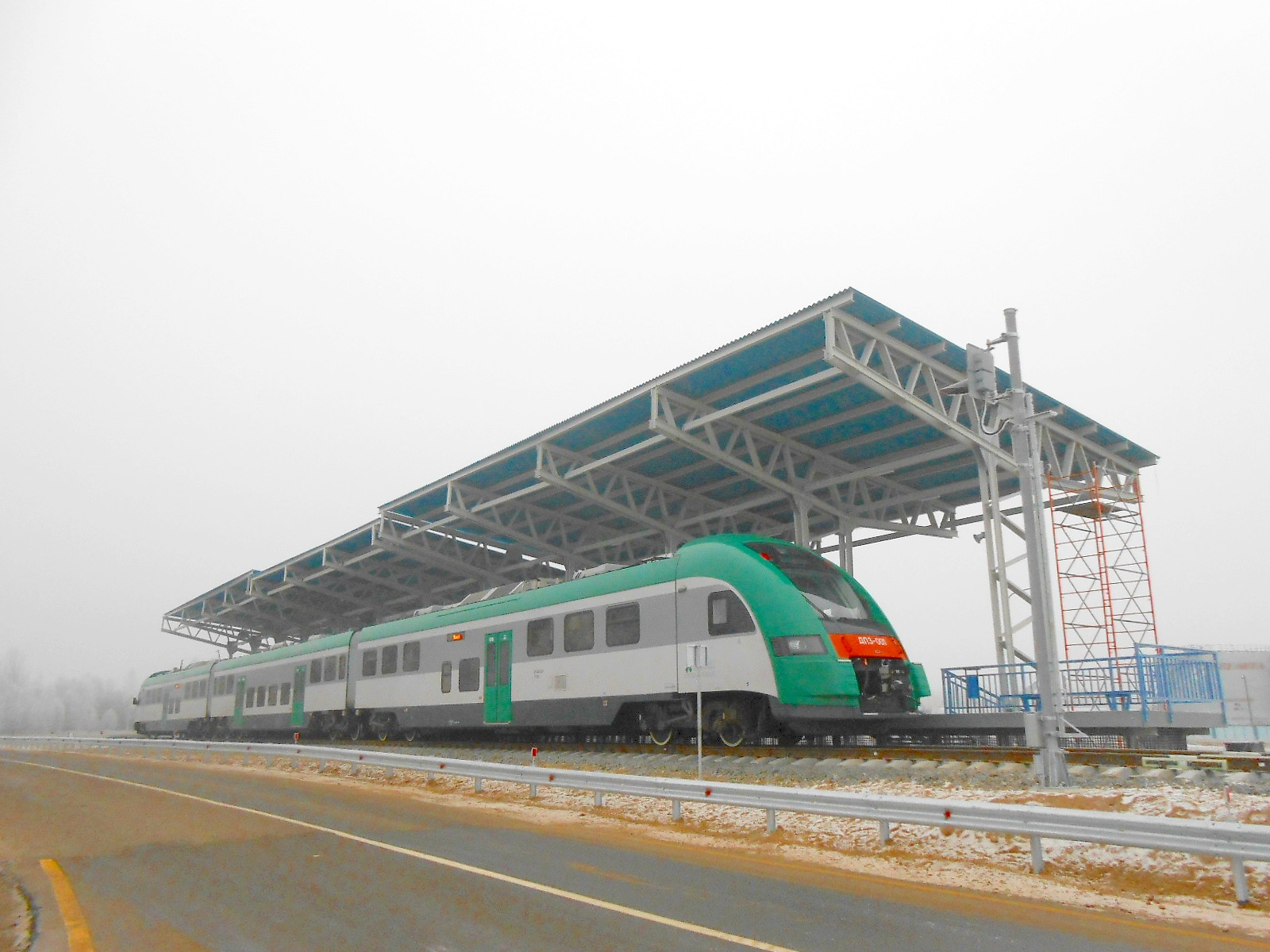
La gare ferroviaire de l'aéroport.

Situé à 42 km de la ville, il est relié avec celle-ci par l'autoroute M2.